# شند اشکندان
شند اشکندان، روستایی در دهستان شند اشکندان بخش کله گان شهرستان گلشن در استان سیستان و بلوچستان ایران است. این روستا، مرکز دهستان شند اشکندان است.

## جمعیت
بر پایه سرشماری عمومی نفوس و مسکن در سال ۱۳۹۵، جمعیت این روستا برابر با ۴۲۰ نفر (۱۲۶ خانوار) بوده‌است.